# Genesee & Wyoming

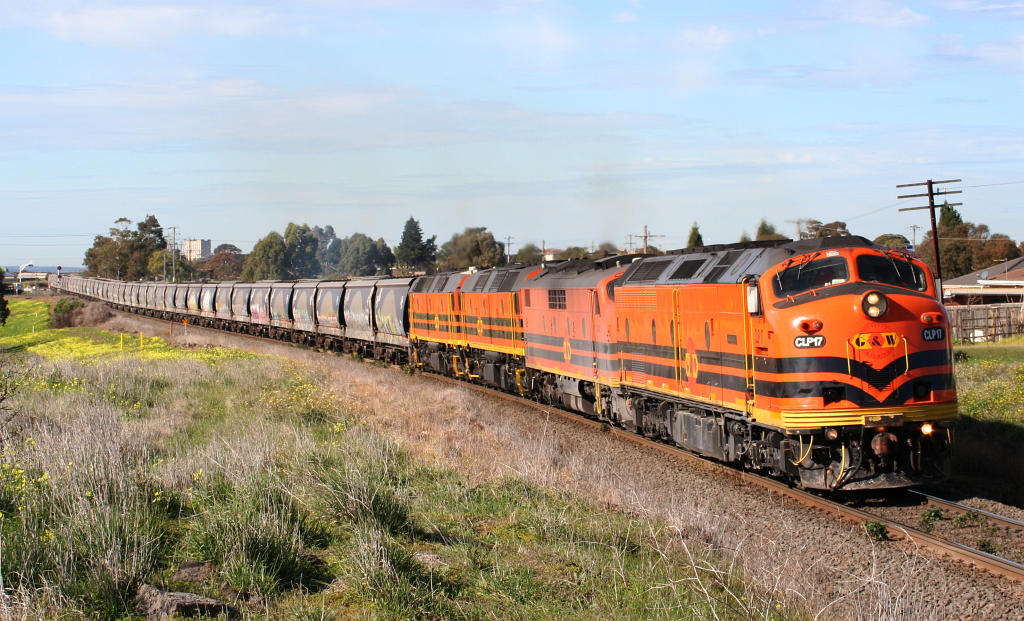
Genesee & Wyoming Australie

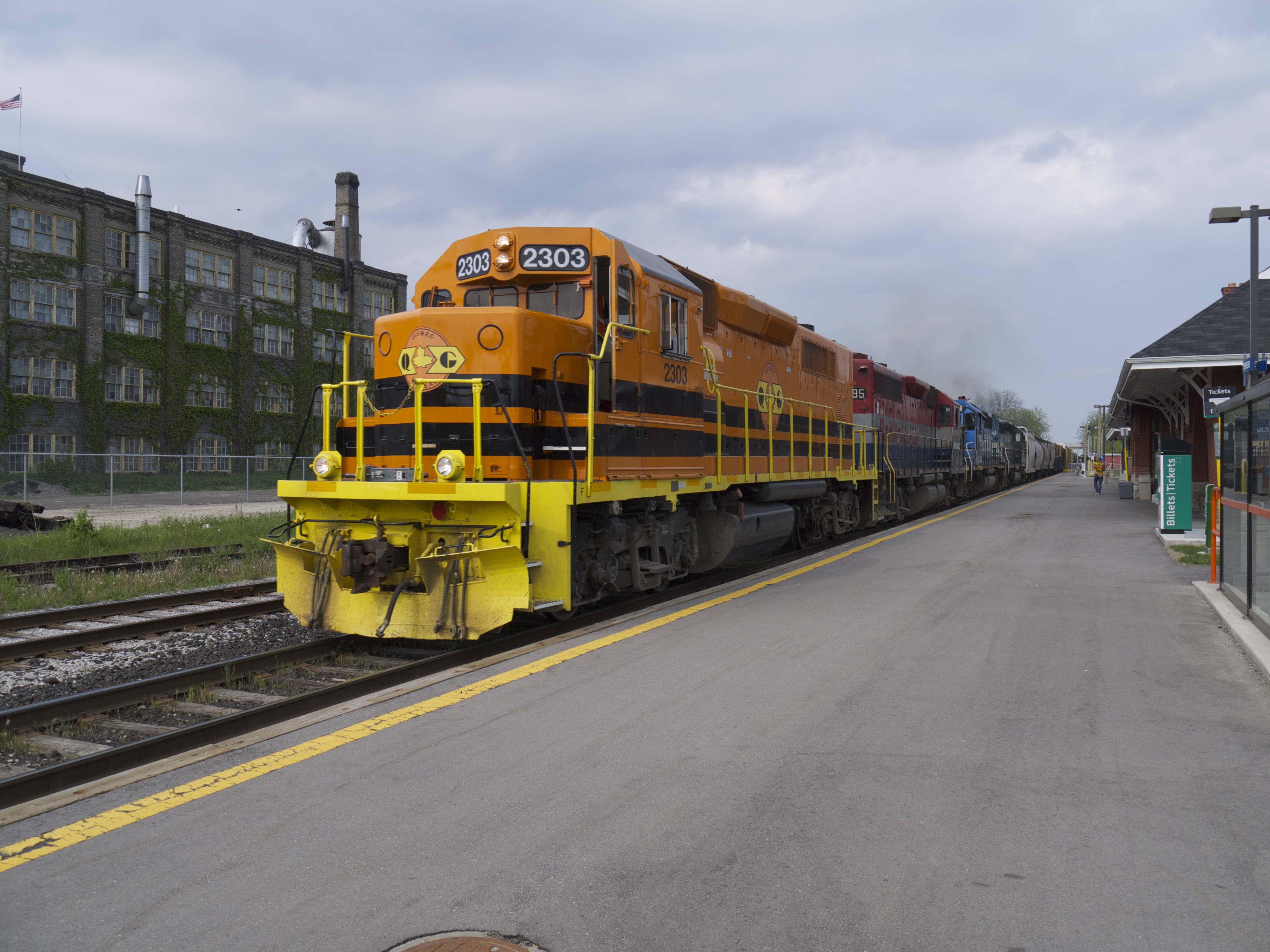
Chemins de fer Québec-Gatineau

La Genesee & Wyoming Inc. (NYSE: GWR) est une compagnie holding qui possède ou contrôle 47 compagnies de chemins de fer réparties dans 6 pays (États-Unis, Canada, Bolivie, Australie, Mexique, et Pays-Bas). Elle exploite plus de 9 200 km de voies (dont elle est propriétaire ou locataire), et plus de 5 600 km de voies où elle dispose de droits d'accès. L'origine de cette compagnie remonte au Genesee and Wyoming Railroad, chemin de fer américain de classe III, qui débuta en 1899.

## Chemins de fer
| Compagnie                                    | Acquise de               | Date             |
| -------------------------------------------- | ------------------------ | ---------------- |
| Aliquippa and Ohio River Railroad            | Summit View              | 2008             |
| Allegheny and Eastern Railroad               | direct                   | 1992             |
| AN Railway                                   | Rail Management          | 2005             |
| Arizona Eastern Railway                      | Iowa Pacific Holdings    | 2011             |
| Arkansas, Louisiana and Mississippi Railroad | Georgia-Pacific          | 2003             |
| Atlantic and Western Railway                 | Rail Management          | 2005             |
| Bay Line Railroad                            | Rail Management          | 2005             |
| Buffalo and Pittsburgh Railroad              | direct                   | 1988             |
| Cape Breton and Central Nova Scotia Railway  | RailAmerica              | 2012             |
| Chattahoochee Bay Railroad                   | direct                   | 2006             |
| Chattahoochee Industrial Railroad            | Georgia-Pacific          | 2003             |
| Chattooga and Chickamauga Railway            | CAGY                     | 2008             |
| Chicago, Fort Wayne and Eastern Railroad     | RailAmerica              | 2012             |
| Columbus and Greenville Railway              | CAGY                     | 2008             |
| Columbus and Ohio River Railroad             | Summit View              | 2008             |
| Commonwealth Railway                         | Rail Link                | 1996             |
| Corpus Christi Terminal Railroad             | Port of Corpus Christi   | 1997             |
| Dansville and Mount Morris Railroad          | direct                   | 1985             |
| East Tennessee Railway                       | Rail Management          | 2005             |
| First Coast Railroad                         | direct                   | 2005             |
| Fordyce and Princeton Railroad               | Georgia-Pacific          | 2003             |
| Galveston Railroad                           | Rail Management          | 2005             |
| Genesee and Wyoming Railroad                 | direct                   | 1977             |
| Genesee & Wyoming Australia                  | direct                   | 2006             |
| Georgia Central Railway                      | Rail Management          | 2005             |
| Georgia Southwestern Railroad                | direct                   | 2008             |
| Goderich–Exeter Railway                      | RailAmerica              | 2012             |
| Golden Isles Terminal Railroad               | Georgia Ports Authority  | 1998             |
| Hilton and Albany Railroad                   | direct                   | 2012 (scheduled) |
| Huron Central Railway                        | G&W Canada               | 1997             |
| Illinois and Midland Railroad                | direct                   | 1996             |
| KWT Railway                                  | Rail Management          | 2005             |
| Little Rock and Western Railway              | Rail Management          | 2005             |
| Louisiana and Delta Railroad                 | direct                   | 1987             |
| Luxapalila Valley Railroad                   | CAGY                     | 2008             |
| Mahoning Valley Railway                      | Summit View              | 2008             |
| Maryland Midland Railway                     | direct                   | 2007             |
| Meridian and Bigbee Railroad                 | Rail Management          | 2005             |
| Ohio Central Railroad                        | Summit View              | 2008             |
| Ohio and Pennsylvania Railroad               | Summit View              | 2008             |
| Ohio Southern Railroad                       | Summit View              | 2008             |
| Ottawa Valley Railway                        | RailAmerica              | 2012             |
| Pittsburgh and Ohio Central Railroad         | Summit View              | 2008             |
| Pittsburg and Shawmut Railroad               | direct                   | 1996             |
| Portland and Western Railroad                | direct                   | 1995             |
| Chemins de fer Québec-Gatineau               | G&W Canada               | 1997             |
| Rapid City, Pierre and Eastern Railroad      | Canadian Pacific Railway | 2014             |
| Riceboro Southern Railway                    | Rail Management          | 2005             |
| Rochester and Southern Railroad              | direct                   | 1986             |
| Chemin de fer Saint-Laurent & Atlantique     | Emons                    | 2002             |
| Salt Lake City Southern Railroad             | Utah                     | 2002             |
| San Diego and Imperial Valley Railroad       | RailAmerica              | 2012             |
| Savannah Port Terminal Railroad              | Georgia Ports Authority  | 1998             |
| South Buffalo Railway                        | Bethlehem Steel          | 2001             |
| Talleyrand Terminal Railroad                 | Rail Link                | 1996             |
| Tazewell and Peoria Railroad                 | direct                   | 2004             |
| Tomahawk Railway                             | Rail Management          | 2005             |
| Utah Railway                                 | direct                   | 2002             |
| Valdosta Railway                             | Rail Management          | 2005             |
| Warren and Trumbull Railroad                 | Summit View              | 2008             |
| Western Kentucky Railway                     | Rail Management          | 2005             |
| Willamette and Pacific Railroad              | direct                   | 1993             |
| Wilmington Terminal Railroad                 | Rail Management          | 2005             |
| York Railway                                 | Emons                    | 2002             |
| Yorkrail                                     | Emons (York)             | 2002             |
| Youngstown and Austintown Railroad           | Summit View              | 2008             |
| Youngstown Belt Railroad                     | Summit View              | 2008             |
| Bradford Industrial Railroad                 | direct                   | 1988-2004        |
| Carolina Coastal Railway                     | Rail Link                | 1996-2003        |
| Ferrocarriles Chiapas-Mayab                  | direct                   | 1999-2007        |
| GWI Switching Services                       | direct                   | 1994-1997        |
| Penn Eastern Rail Lines                      | Emons                    | 2002-2002        |